# En Cowboys Eventyr
En Cowboys Eventyr er en amerikansk stumfilm fra 1921 af Joseph Franz.

## Medvirkende
- William Desmond som Bud McGraw
- Virginia Brown Faire som Peggy Hughes
- Doris Pawn som Eileen Graham
- Rosemary Theby som Nita de Garma
- Joseph J. Dowling som James McGraw
- W.E. Lawrence som Francisco Lazaro
- Emmett King som Howard Graham